# Amphicerus caenophradoides
Amphicerus caenophradoides là một loài bọ cánh cứng trong họ Bostrichidae. Loài này được Eesne miêu tả khoa học năm 1895.